# Classica di Amburgo 2019
La Classica di Amburgo 2019 (ufficialmente EuroEyes Cyclassics per motivi di sponsorizzazione), ventiquattresima edizione della corsa, valida come trentatreesima prova dell'UCI World Tour 2019 categoria 1.UWT, si svolse il 25 agosto 2019 su un percorso di 216,7 km, con partenza e arrivo ad Amburgo, in Germania. La vittoria fu appannaggio dell'italiano Elia Viviani, il quale completò il percorso in 4h 47' 26" alla media di 45,235 km/h precedendo l'australiano Caleb Ewan e il connazionale Giacomo Nizzolo.
Al traguardo di Amburgo 122 ciclisti, dei 140 alla partenza, hanno portato a termine la competizione.

## Squadre e corridori partecipanti
| N.    | Cod. | Squadra               |
| ----- | ---- | --------------------- |
| 1-7   | DQT  | Deceuninck-Quick-Step |
| 11-17 | ALM  | AG2R La Mondiale      |
| 21-27 | AST  | Astana Pro Team       |
| 31-37 | TBM  | Bahrain-Merida        |
| 41-47 | BOH  | Bora-Hansgrohe        |
| 51-57 | CPT  | CCC Team              |
| 61-67 | EF1  | EF Education First    |
| 71-77 | GFC  | Groupama-FDJ          |
| 81-87 | LTS  | Lotto Soudal          |
| 91-97 | MTS  | Mitchelton-Scott      |

| N.      | Cod. | Squadra              |
| ------- | ---- | -------------------- |
| 101-107 | MOV  | Movistar Team        |
| 111-117 | TDD  | Team Dimension Data  |
| 121-127 | INS  | Team Ineos           |
| 131-137 | TJV  | Team Jumbo-Visma     |
| 141-147 | TKA  | Team Katusha Alpecin |
| 151-157 | SUN  | Team Sunweb          |
| 161-167 | TFS  | Trek-Segafredo       |
| 171-177 | UAD  | UAE Team Emirates    |
| 181-187 | GAZ  | Gazprom-RusVelo      |
| 191-197 | PCB  | Team Arkéa-Samsic    |

## Ordine d'arrivo (Top 10)
| Pos. | Corridore          | Squadra      | Tempo    |
| ---- | ------------------ | ------------ | -------- |
| 1    | Elia Viviani       | Deceuninck   | 4h47'26" |
| 2    | Caleb Ewan         | Lotto        | s.t.     |
| 3    | Giacomo Nizzolo    | Dimension    | s.t.     |
| 4    | Alexander Kristoff | UAE          | s.t.     |
| 5    | Mike Teunissen     | Jumbo        | s.t.     |
| 6    | Peter Sagan        | Bora         | s.t.     |
| 7    | Matteo Trentin     | Mitchelton   | s.t.     |
| 8    | Arnaud Démare      | Groupama     | s.t.     |
| 9    | Sonny Colbrelli    | Bahrain-Mer. | s.t.     |
| 10   | Oliver Naesen      | AG2R         | s.t.     |